# Немилів
Неми́лів — село в Україні, у Шептицькому районі Львівської області

## Населення

### Мова
Розподіл населення за рідною мовою за даними перепису 2001 року:
| Мова       | Кількість | Відсоток |
| ---------- | --------- | -------- |
| українська | 648       | 100%     |

## Географія
Село розташоване на сході району, між річками Західний Буг та Стир). Відстань від села до центру громади — 12 км.
Площа села — 3245 га.
Населення становить 648 осіб.
Орган місцевого самоврядування — Немилівська сільська рада.
Перша письмова згадка про село датується 1505 роком, коли польський король Олександр Ягеллончик віддав у довіччя за борг Буському старості Яну Каменецькому королівські маєтки з селами, до яких і входило село Немилів.

## Відомі люди
- Степан Смаль-Стоцький — мовознавець і педагог; визначний громадсько-політичний, культурний і економічний діяч Буковини.
- Віктор Харків — член ОУН, хорунжий УПА, командувач військовою округою УПА ВО-1 «Башта» (11.1943 — 1.09.1944).